# Yunquera (kommunhuvudort)
Yunquera är en kommunhuvudort i Spanien.   Den ligger i provinsen Provincia de Málaga och regionen Andalusien, i den södra delen av landet, 400 km söder om huvudstaden Madrid. Yunquera ligger 682 meter över havet och antalet invånare är 3 298.
Terrängen runt Yunquera är kuperad österut, men västerut är den bergig. Terrängen runt Yunquera sluttar österut. Runt Yunquera är det ganska glesbefolkat, med 48 invånare per kvadratkilometer. Närmaste större samhälle är Coín, 16,8 km sydost om Yunquera. 